# Duryea Tricycle Company
Duryea Tricycle Company war ein US-amerikanischer Hersteller von Automobilen. Abweichend Firmierungen sind Duryea Motors Inc. und Duryea Gem Manufacturing Company.

## Unternehmensgeschichte
Charles E. Duryea hatte jahrelang Fahrzeuge der Marke Duryea hergestellt. 1916 gründete er mit finanzieller Hilfe von Keyser Fry das Unternehmen.  Der Sitz war je nach Quelle in Reading oder Philadelphia, beides in Pennsylvania. Eine Anzeige aus der Zeit gibt ebenfalls Reading an. 1916 begann die Produktion von Automobilen. Der Markenname lautete Duryea Gem. 1917 endete die Produktion. Insgesamt entstanden sechs Fahrzeuge.
Ein Fahrzeug ist erhalten geblieben und im Boyertown Museum ausgestellt.

## Fahrzeuge
Das einzige Serienmodell war ein Dreirad mit vorderem Einzelrad. Manchmal wird es als Cyclecar bezeichnet, obwohl es die Kriterien nicht erfüllt, und manchmal als Mischung aus Auto und Motorrad. Die Fahrzeuge hatten laut einer Quelle den gleichen Motor wie die letzten Duryea-Fahrzeuge, also einen Zweizylindermotor mit 95,25 mm Bohrung, 95,25 mm Hub, 1357 cm³ Hubraum und 11 PS Leistung. Eine andere Quelle bestätigt einen Zweizylindermotor, gibt aber 15 PS Leistung an. Die Detroit Chassis Company fertigte das Fahrgestell. Der Radstand betrug 254 cm. Der Roadster bot Platz für zwei Personen nebeneinander. Das Leergewicht war mit 227 kg angegeben. Der Neupreis betrug 250 US-Dollar.
Ein Kleinwagen mit vier Rädern blieb ein Prototyp.